# Charles Brodrick
Pour les articles homonymes, voir Charles Brodrick (6e vicomte Midleton) et Brodrick.
Charles Brodrick (3 mai 1761 - 6 mai 1822) est un ecclésiastique irlandais réformateur et archevêque de Cashel dans l'Église d'Irlande.

## Biographie
Il est le troisième fils de George Brodrick (3e vicomte Midleton) et d'Albinia Townshend, sœur de Thomas Townshend (1er vicomte Sydney). Comme son oncle maternel, il fait ses études à Clare Hall, Cambridge . Il est le frère de George Brodrick (4e vicomte Midleton) et du général John Brodrick.
En 1787, il est ordonné à Cloyne par l'évêque, son beau-père, Richard Woodward, comme premier diacre (le 24 août) puis prêtre (le 9 décembre). Nommé recteur de Dingindonovan (ou Dangan) et prébendaire de Killenemer, il se taille une réputation en choisissant de vivre dans sa paroisse éloignée "à une époque où des notions très laxistes prévalaient en matière de résidence cléricale" . Pendant une brève période en 1789, il fut prébendaire de Donoughmore avant d'être nommé en juin 1789 trésorier de Cloyne, poste qu'il occupa jusqu'en 1795 .
En 1795, il est consacré évêque de Clonfert et de Kilmacduagh, d'où il est transféré à Kilmore en 1796. En 1801, à la suite de la préférence de Charles Agar pour Dublin, Brodrick fut nommé archevêque de Cashel et Emly (et primat de Munster) à sa place et le reste jusqu'à sa mort en 1822, date à laquelle Richard Laurence lui succède. De 1811 à 1820, il assume également l'administration du diocèse et de la province de Dublin, en raison de l'incapacité mentale de l'archevêque Euseby Cleaver.

## Famille et descendants
Le 8 décembre 1786, il épouse Mary, fille de Richard Woodward, évêque de Cloyne. Ses enfants, Charles et William deviennent 6e et 7e vicomte Midleton (ce dernier étant également doyen d'Exeter), tandis que Mary épouse James Bernard (2e comte de Bandon) et Albinia épouse James Ashley Maude. Robert Henry Scott, premier directeur du Met Office, est l'un de ses petits-fils.